# 家礼
家礼（けれい）とは、公家社会において公家同士の間で結ばれた一種の主従関係のこと。特に近世の摂関家とその他堂上家との間の家礼関係を門流（もんりゅう）とも称した。また、武家における家来（けらい）という語の由来とも言われている。

## 概要
室町時代以後、有職故実や学芸に関する師弟関係としての公家間のつながりが次第に主従関係の意味を持った関係に転化するようになり、江戸時代に入ると摂関家を「主」、清華家以下の堂上公家を「従」とする家礼関係が固定化され、これを一族の意味を持つ「門流」という言葉に擬えて門流とも称するようになった。江戸時代末期には主家である摂関家5、近衛家門流48・九条家門流20・二条家門流4・一条家門流37・鷹司家門流8、どこにも属さない家も15あった。
門流となった公家は主家である摂関家における公私の行事に参加・随従する義務、主家が行っている有職故実などの礼法遵守の義務、元服・婚姻・養子縁組の際にも主家の許可を要し、原則として主家の意向に反する行動や門流関係の解消は認められていなかった。その代わり、主家は門流の公家の昇進や主家所蔵の記録類の利用許可（先例を重視する公家社会においては重要な意味を持ちえた）などの便宜を図った他、主家より政治的な重要な情報が与えられる場合もあった。また、こうした家礼関係は堂上家（摂関家とは限らない）と地下家の間でも存在していた（ただし、地下家のうち一定の家々は局務・官務・出納の統轄下（官方・外記方・蔵人方）に置かれており、家礼関係を結ぶことが出来たのはそこに属さない地下家のみであった）。